# Humberto Martínez de León
Humberto Martínez de León (Aguascalientes, México; 24 de marzo de 1932 - Aguascalientes, 21 de enero de 2022) fue un contador público, auditor, profesor y rector mexicano, fundador de la Universidad Autónoma de Aguascalientes de 1972 a 1977. En 1973 presentó la justificación y exposición de motivos para transformar al Instituto Autónomo de Ciencias y Tecnología (IACT) en la Universidad Autónoma de Aguascalientes.

## Estudios
Cursó sus estudios de secundaria y bachillerato en el Instituto Autónomo de Ciencias y Tecnología de Aguascalientes y su carrera profesional en la Universidad de Guadalajara egresando de la misma como Contador Público y Auditor en 1964.

## Docencia
Fue maestro durante 30 años, primero en el Instituto de Ciencias y luego en la Universidad Autónoma de Aguascalientes, en la cátedra de Administración de Empresas. En 1968 siendo director de la escuela de Contador Privado del Instituto Autónomo de Ciencias y Tecnología, fundó la escuela de Comercio y Administración “ECA” donde se cursaban las carreras de Contador Público y Licenciado en Administración de Empresas que fueron las primeras a nivel licenciatura que se realizaban en el estado de Aguascalientes, más tarde en 1972 funda la carrera de medicina.
El 19 de junio de 1973, en una reunión histórica del consejo directivo del IACT, se aprobó por unanimidad el proyecto para fundar la primera universidad pública en el estado de Aguascalientes, luego de que el contador público Humberto Martínez de León, rector fundador, presentara el proyecto académico y administrativo. Fue reelecto como Rector de la Universidad Autónoma de Aguascalientes para un segundo período de 1975 a 1977. 
Martínez de León recuerda que se enfrentaron a la gran oposición del gobernador del Estado de aquellos años, el Dr. Francisco Guel Jiménez. “Dijo muchas mentiras sobre mí, me calumnió… Equivocadamente pensó que yo quería ser gobernador. Fue una época terrible y de gran angustia, porque nos retiraron los subsidios y no había cómo pagarle al personal”. Era tan grave la situación económica que el  Instituto Autónomo de Ciencias y Tecnología de Aguascalientes organizó un Maratón Radiofónico con una duración de 60 horas para recabar fondos a favor de la escuela de Medicina.
Fue electo como el presidente para el ejercicio 1976 -1977 de la Asociación Nacional de Universidades e Institutos de Enseñanza Superior,  ANUIES durante la XVI Asamblea Nacional Ordinaria de este organismo, celebrada en la ciudad de Querétaro del 1 al 4 de abril de 1976. Esta asamblea estuvo presidida por el Ing. Víctor Bravo Ahuja, Secretario de Educación Pública en el sexenio del Presidente Luis Echeverría Álvarez quien también estuvo presente para la clausura del evento. 
El 30 de octubre de 1976 en la ciudad de Campeche, en la ceremonia de clausura del primer Simposio Nacional de Legislación Educativa de la Asociación Nacional de Universidades e Instituciones de Educación Superior el C.P. Martinez de León pronunció un discurso clave para la educación en México que ha quedado para la posteridad.

Todos hemos estado de acuerdo en la importancia capital que tiene la educación para el desarrollo moral y material del país. Las voces se unificaron al señalar la necesidad de perfeccionar los instrumentos jurídicos que la rigen en forma tal que permitan la realización del trabajo educativo y la definición y alcance de muchos postulados y situaciones de hecho que reclaman se les aborde con este propósito.
Discurso pronunciado por Humberto Martínez de León, 1976

Al término de sus dos periodos como rector de la Universidad, fue designado por el Consejo Universitario miembro de la junta de gobierno de la Universidad siendo su presidente de 1986 a 1987. Fue éste Consejo Universitario quien le otorgó el título de “Profesor Emérito” el 17 de febrero de 1986 y uno de los edificios principales de la Universidad Autónoma de Aguascalientes lleva su nombre por acuerdo del Consejo desde 1980. Igualmente la asamblea de patronos de la Universidad lo designó Presidente del Patronato de la Institución de 1996 a 1998. 
En el 45 aniversario de las carreras de Administración de Empresas y Contador Público, la Universidad Autónoma de Aguascalientes hizo un reconocimiento a la destacada trayectoria, a las contribuciones en el ámbito de la educación y a las aportaciones como un hombre que rompió paradigmas para poder crear la UAA.
Para el 75.º aniversario de la Universidad Autónoma de Aguascalientes el C.P. Humberto Martínez de León mencionó que Aguascalientes no es el mismo antes de la universidad que después de la universidad.

## Premios y Distinciones
- Medalla del Estado de Aguascalientes “José María Morales y Pavón” por El Congreso del Estado de Aguascalientes.[8] (1975)
- El Fideicomiso Prof. Enrique Olivares Santana le otorgó el título de Premio Aguascalientes 1989 por sus valiosas aportaciones al desarrollo del bienestar humano y en reconocimiento a sus méritos personales. (1989).
- El Instituto Mexicano de Contadores Públicos lo designó Maestro Distinguido en la zona centro-occidente del país. (1991)
- La “Fundación de la Universidad Autónoma de Aguascalientes” le otorgó la medalla Saturnino Herrán por sus grandes aportaciones en bien de la Institución. (2011)
- La UAA y el Centro de Ciencias Económicas le realizó un Homenaje por su trayectoria e invaluable contribución al desarrollo de la disciplina de administración y Contaduría Pública. (2013)

## Publicaciones
- Las huellas de mi Vida. Universidad Autónoma de Aguascalientes. 2010. ISBN 9786077745341.